# Powiat jarosławski

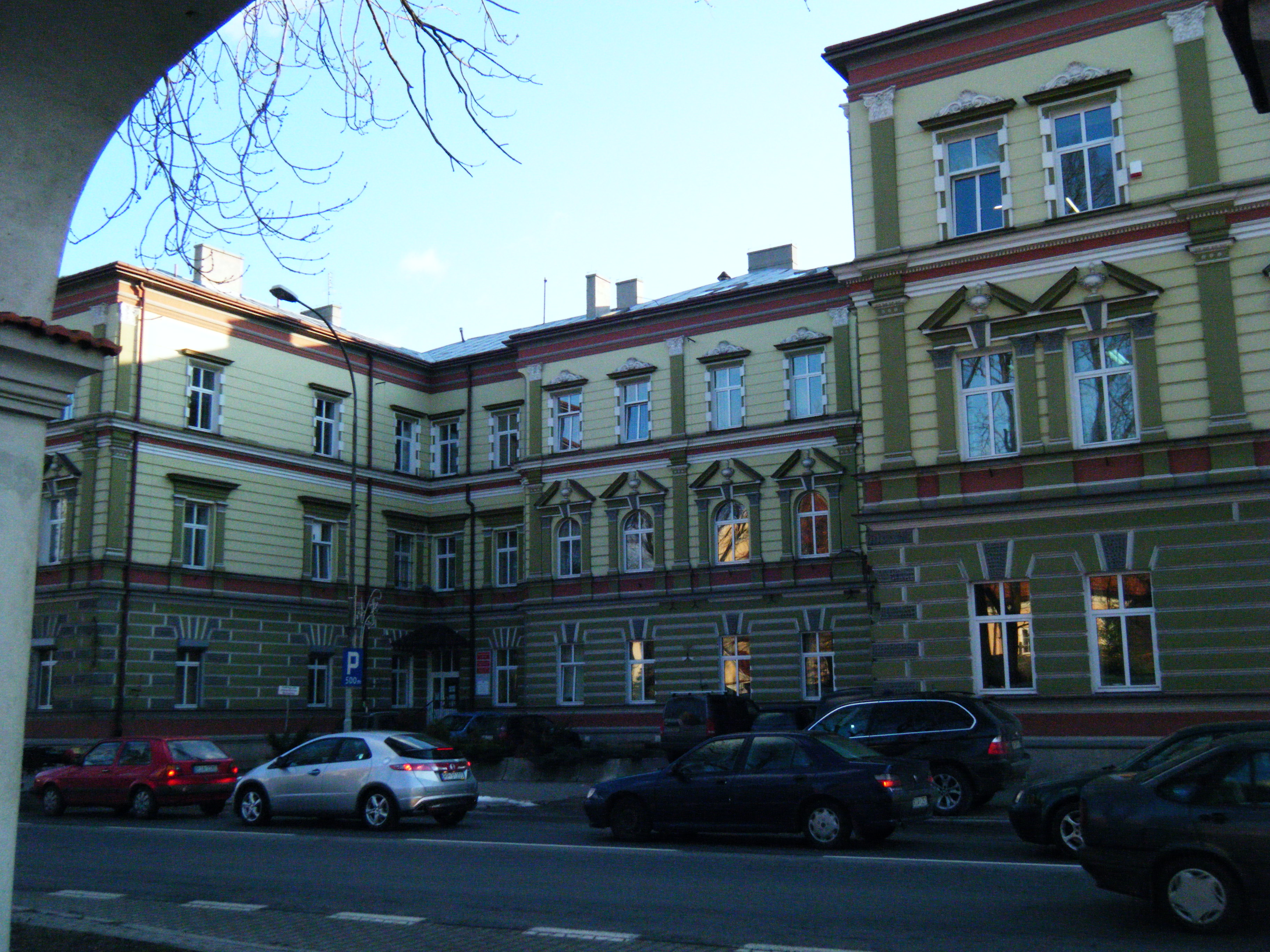
Budynek Starostwa Powiatowego

Powiat jarosławski – powiat w Polsce (województwo podkarpackie), utworzony w 1999 roku w ramach reformy administracyjnej. Jego siedzibą jest miasto Jarosław. Powiat położony jest we wschodniej części województwa podkarpackiego, w Przemyskiem.
Graniczy z rejonem jaworowskim obwodu lwowskiego .
Historycznie należy do ziemi przemyskiej Rusi Czerwonej, na granicy z ziemią bełską (powiat lubaczowski).
W całości pokrywa się z urzędem rejonowym w Jarosławiu 1996–1998 w woj. przemyskim 1975-1998.
Około 116 tys. ludności, a jego powierzchnia stanowi 5,8% powierzchni województwa.
Znajduje się wśród 21 powiatów ziemskich województwa podkarpackiego na miejscach:
- Ludność – 4. miejsce
- Powierzchnia – 6. miejsce
- Gęstość zaludnienia – 11. miejsce

W latach 1856–1866 i 1954–1961 na terenie obecnych powiatów: jarosławskiego, przemyskiego i lubaczowskiego istniał powiat radymniański z siedzibą w Radymnie.

## Podział administracyjny
W skład powiatu wchodzą:
- gminy miejskie: Jarosław, Radymno
- gminy miejsko-wiejskie: Pruchnik
- gminy wiejskie: Chłopice, Jarosław, Laszki, Pawłosiów, Radymno, Rokietnica, Roźwienica, Wiązownica
- miasta: Jarosław, Pruchnik[3], Radymno

## Władze powiatu
- Przewodnicząca Rady Powiatu – Grażyna Strzelec
  - Wiceprzewodniczący Rady Powiatu – Tomasz Kulesza
  - Wiceprzewodnicząca Rady Powiatu – Magdalena Rożek
- Starosta Powiatu – Kamil Dziukiewicz
  - Wicestarosta Powiatu – Krzysztof  Cebulak
  - Członek Zarządu – Barbara Stawarz
  - Etatowy Członek Zarządu - Andrzej Wyczawski
  - Członek Zarządu – Marcin Zaborniak

## Demografia

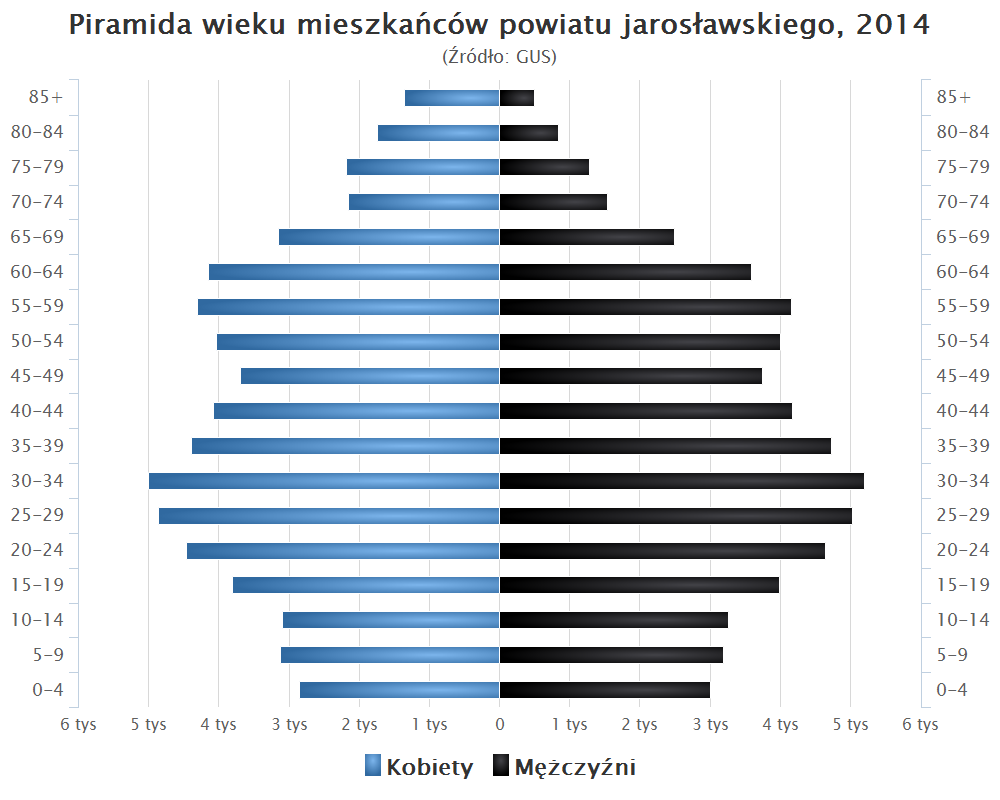
Piramida wieku mieszkańców powiatu jarosławskiego w 2014 roku

Liczba ludności (dane z 30 grudnia 2014):
|        | Ogółem  | Ogółem | Kobiety | Kobiety | Mężczyźni | Mężczyźni |
| osób   | %       | osób   | %       | osób    | %         |           |
| ------ | ------- | ------ | ------- | ------- | --------- | --------- |
| Ogółem | 121 795 | 100    | 62 383  | 51,22   | 59 412    | 48,78     |
| Miasto | 47 976  | 39,39  | 25 247  | 20,73   | 22 729    | 18,66     |
| Wieś   | 73 819  | 60,61  | 37 136  | 30,49   | 36 683    | 30,12     |

▶Wieś vs ▶miasto
Ogółem (▶k, ▶m)
Miasto (▶k, ▶m)
Wieś (▶k, ▶m)

## Gminy powiatu jarosławskiego
Stan: na 31 grudnia 2014 rok

Źródła: Główny Urząd Statystyczny
| Gmina miejska          |        |        |      |
| Jarosław               | 34,61  | 38 796 | 1121 |
| Radymno                | 13,62  | 5433   | 399  |
| Gminy miejsko-wiejskie |        |        |      |
| Pruchnik               | 78,26  | 9825   | 126  |
| Gminy wiejskie         |        |        |      |
| Chłopice               | 49,11  | 5610   | 114  |
| Jarosław               | 114,05 | 13 137 | 115  |
| Laszki                 | 137,85 | 7035   | 51   |
| Pawłosiów              | 47,49  | 8385   | 177  |
| Radymno                | 182,44 | 11 435 | 63   |
| Rokietnica             | 57,35  | 4374   | 76   |
| Roźwienica             | 70,69  | 6185   | 87   |
| Wiązownica             | 243,86 | 11 580 | 47   |

## Kościoły i związki wyznaniowe
- Kościół rzymskokatolicki: 63 parafie
- Kościół greckokatolicki: 2 parafie
- Polski Autokefaliczny Kościół Prawosławny: 2 parafie
- Kościół Zielonoświątkowy: zbór
- Świadkowie Jehowy: dwa zbory[5]
- Świecki Ruch Misyjny „Epifania”: zbór

## Środowisko geograficzne
Region jarosławski leży niemal w całości we wschodniej części Kotliny Sandomierskiej i tylko jego południowe krańce sięgają pasma pierwszych wzniesień Pogórza Karpackiego, tzw. Pogórzem Dynowskim. Rozległy obszar Kotliny Sandomierskiej dzieli się na szereg mezoregionów. Omawiany teren mieści się na Podgórzu Rzeszowskim i Płaskowyżu Tarnogrodzkim, przedzielonym Doliną Dolnego Sanu. Podgórze Rzeszowskie, zwane niekiedy Podgórzem Jarosławskim, obejmuje południowo-zachodnią część regionu. Tworzy je obszar łagodnych wzniesień stanowiący teren przejściowy pomiędzy Kotliną Sandomierską a Pogórzem Dynowskim, ciągnący się szerokim łukiem od Rzeszowa, aż po Przemyśl. Podgórze Rzeszowskie zbudowane jest z kilku pasm wzniesień, których wysokość wzrasta od północy ku południowi. W okolicach Jarosławia wzniesienia mają wysokość 210–240 m n.p.m., na linii Pruchnik–Rokietnica osiągają wysokość 240–280 m n.p.m. W tej części rzeźba Podgórza jest bardziej urozmaicona, wysokości względne są znacznie większe, a nachylenie stoków bardziej strome. W wielu miejscach wzniesienia poprzecinane są charakterystycznymi dla obszarów lessowych głębokimi wąwozami (parowami), zw. wądołami. Rozłożyste wyniosłości rozdzielają doliny kilku rzeczek i licznych strumieni, największe z nich to Mleczka oraz Łęg Rokietnicki. Próg Podgórza podnosi się stromą krawędzią 20–30 m ponad płaską dolinę Sanu, co uwidacznia się szczególnie w okolicach Jarosławia. Na wschód od doliny Sanu, aż po wał Roztocza, rozpościera się Płaskowyż Tarnogrodzki. Powierzchnię tego mezoregionu kształtują obszerne faliste płaskowyże (wysoczyzny) wyniesione 220–280 m n.p.m., przy wysokościach względnych sięgających 30–60 m oraz rozległe obniżenia. Wysokość Płaskowyżu podnosi się stopniowo w kierunku wschodnim. Dalej od doliny Sanu wysoczyzny stają się wyższe i bardziej wyraziste. Krajobraz urozmaicają piaszczyste wały i pagóry wydmowego pochodzenia, zwane górami, z którymi kontrastują często podmokłe doliny i obniżenia. Północną stroną Płaskowyżu przewija się rzeka Lubaczówka, meandrująca pośród płytkiej podmokłej doliny, wpadająca do Sanu w rejonie Manasterza. Przez część południową płynie rzeczka Szkło, uchodząca do Sanu nieopodal Wysocka.

## Warunki klimatyczne
Powiat jarosławski położony jest niemal w całości w strefie klimatycznej nizinnej, tylko część południowo-zachodnia pozostaje w zasięgu klimatu podgórskiego. Z reguły występują tu długie i upalne lata, ciepłe i słoneczne jesienie oraz niezbyt ostre zimy. W okolicy Jarosławia średnie dobowe temperatury powietrza w okresie lata wynoszą +17, +18 °C (lipiec, sierpień), podczas zimy −5, −3 °C (styczeń, luty). Okres wegetacyjny jest tu stosunkowo długi, przeciętnie trwa 224 dni w roku – od 29 marca do 9 listopada. Na okres ten przypada około 86% dni pogodnych. Roczna suma opadów wynosi w Jarosławiu około 620 mm, na południowo-zachodnim krańcach dawnego powiatu osiąga 750 mm. Stosunkowo najmniejsze opady występują w okresie zimy, największe podczas miesięcy letnich (lipiec – sierpień). Czas zalegania pokrywy śnieżnej wynosi średnio dla całego obszaru około 70 dni – nieco dłuższy jest w okolicach podgórskich. Przy normalnych warunkach zimowych średnia grubość pokrywy śnieżnej sięga 10–30 cm. W poszczególnych częściach powiatu występuje nieznaczne lokalne zróżnicowanie klimatyczne wynikające z położenia i ukształtowania terenu, stopnia zalesienia i kierunku wiatrów. Najkorzystniejsze warunki klimatyczne istnieją w południowo-zachodniej części regionu.

## Gospodarka
Powiat jarosławski jest powiatem rolniczo-przemysłowym, z przemysłem skoncentrowanym przede wszystkim w Jarosławiu. Teren powiatu obfituje w surowce mineralne: bogate złoża gazu ziemnego, surowce ilaste, wapienne i kruszywa. Posiada również znaczne zasoby wód podziemnych i powierzchniowych oraz wody mineralne.

## Transport
- A4E40  Autostrada A4 (E40): granica państwa – Jędrzychowice – Wrocław – Katowice – Kraków – Rzeszów – KorczowaKorczowa – granica państwa
- 77 Droga krajowa nr 77: Lipnik – Sandomierz – Nisko – Jarosław – Przemyśl
- 94 Droga krajowa nr 94: Zgorzelec – Legnica – Wrocław – Opole – Bytom – Kraków – Tarnów – Rzeszów – Jarosław – Korczowa
- 865 Droga wojewódzka nr 865: Jarosław – Bełżec
- 867 Droga wojewódzka nr 867: Sieniawa – gmina Wiązownica – Oleszyce – Lubaczów – Hrebenne
- 870 Droga wojewódzka nr 870: Sieniawa – SzówskoSzówsko
- 880 Droga wojewódzka nr 880: Jarosław – PruchnikPruchnik
- 881 Droga wojewódzka nr 881: Sokołów Małopolski – Łańcut – Kańczuga – PruchnikPruchnik – Żurawica

## Partnerzy zagraniczni
| - Rejon jaworowski | - Powiat Salzland | - Rejon trocki | - Rejon oknicki | - Miasto Połock |

## Starostowie jarosławscy
- Mieczysław Kasprzak (1999–2001) (PSL)
- Franciszek Strzępek (2001–2002) (PSL)
- Tomasz Oronowicz (2002–2006) (PSL)
- Tadeusz Chrzan (2006–2010) (PiS)
- Jerzy Batycki (2010–2014) (PSL)
- Tadeusz Chrzan (2014–2019) (PiS)
- Stanisław Kłopot (2019–2024) (PiS)
- Kamil Dziukiewicz (od 2024) (PiS)

## Sąsiednie powiaty
- powiat przemyski
- powiat przeworski
- powiat lubaczowski